# 奇想コレクション
奇想コレクション（きそうコレクション）は、2003年から2013年まで刊行された河出書房新社の叢書。SF、ファンタジー、ミステリー等の海外作家による日本オリジナル短編集シリーズ。全20冊。
シリーズ全体の企画にはSF翻訳家の中村融が関わる。四六判変の判型で、カバー画は松尾たいこ、造本設計は阿部聡、ブックデザインはコズフィッシュの祖父江慎と安藤智良がそれぞれ担当している。

## ラインナップ

### 第一期
- ダン・シモンズ　『夜更けのエントロピー』　嶋田洋一訳、2003年、ISBN 4309621813
  - 黄泉の川が逆流する
  - ベトナムランド優待券
  - ドラキュラの子供たち
  - 夜更けのエントロピー
  - ケリー・ダールを探して
  - 最後のクラス写真
  - バンコクに死す

- シオドア・スタージョン　『不思議のひと触れ』　大森望編、2003年、ISBN 4309621821　のち河出文庫
  - 高額保険
  - もうひとりのシーリア
  - 影よ、影よ、影の国
  - 裏庭の神様
  - 不思議のひと触れ
  - ぶわん・ばっ！
  - タンディの物語
  - 閉所愛好症
  - 雷と薔薇
  - 孤独の円盤

- テリー・ビッスン　『ふたりジャネット』　中村融編訳、2004年、ISBN 430962183X
  - 熊が火を発見する
  - アンを押してください
  - 未来からきたふたり組
  - 英国航海中
  - ふたりジャネット
  - 冥界飛行士
  - 穴のなかの穴
  - 宇宙のはずれ
  - 時間どおりに教会へ

- エドモンド・ハミルトン　『フェッセンデンの宇宙』　中村融編訳、2004年、ISBN 4309621848　のち河出文庫
  - フェッセンデンの宇宙
  - 風の子供
  - 向こうはどんなところだい？
  - 帰ってきた男
  - 凶運の彗星
  - 追放者
  - 翼を持つ男
  - 太陽の炎
  - 夢見る者の世界

### 第二期
- アルフレッド・ベスター　『願い星、叶い星』　中村融編訳、2004年、ISBN 4309621856　のち『イヴのいないアダム』として創元SF文庫
  - ごきげん目盛り
  - ジェットコースター
  - 願い星、叶い星
  - イヴのいないアダム
  - 選り好みなし
  - 昔を今になすよしもがな
  - 時と三番街と
  - 地獄は永遠に

- シオドア・スタージョン　『輝く断片』　大森望編訳、2005年、ISBN 4309621864　のち河出文庫
  - 取り替え子
  - ミドリザルとの情事
  - 旅する巌
  - 君微笑めば
  - ニュースの時間です
  - マエストロを殺せ
  - ルウェリンの犯罪
  - 輝く断片

- アヴラム・ディヴィッドスン　『どんがらがん』　殊能将之編、2005年、ISBN 4309621872　のち河出文庫
  - ゴーレム
  - 物は証言できない
  - さあ、みんなで眠ろう
  - さもなくば海は牡蠣でいっぱいに
  - ラホール駐屯地での出来事
  - クィーン・エステル、おうちはどこさ？
  - 尾をつながれた王族
  - サシェヴラル
  - 眺めのいい静かな部屋
  - グーバーども
  - パシャルーニー大尉
  - そして赤い薔薇一輪を忘れずに
  - ナポリ
  - すべての根っこに宿る力
  - ナイルの水源
  - どんがらがん

- ゼナ・ヘンダースン　『ページをめくれば』　安野玲・山田順子訳、2006年、ISBN 4309621880
  - 忘れられないこと
  - 光るもの
  - いちばん近い学校
  - しーッ！
  - 先生、知ってる？
  - 小委員会
  - 信じる子
  - おいで、ワゴン！
  - グランダー
  - ページをめくれば
  - 鏡にて見るごとく―おぼろげに

- ウィル・セルフ　『元気なぼくらの元気なおもちゃ』　安原和見訳、2006年、ISBN 4309621899
  - リッツ・ホテルよりでっかいクラック
  - 虫の園
  - ヨーロッパに捧げる物語
  - やっぱりデイヴ
  - 愛情と共感
  - 元気なぼくらの元気なおもちゃ
  - ボルボ七六〇ターボの設計上の欠陥について
  - ザ・ノンス・プライズ

- コニー・ウィリス　『最後のウィネベーゴ』　大森望編訳、2006年、ISBN 978-4309621975　のち河出文庫
  - 女王様でも
  - タイムアウト
  - スパイス・ポグロム
  - 最後のウィネベーゴ

- パトリック・マグラア　『失われた探険家』　宮脇孝雄訳、2007年、ISBN 4309621988
  - 天使
  - 失われた探検家
  - 黒い手の呪い
  - 酔いどれの夢
  - アンブローズ・サイム
  - アーノルド・クロンベックの話
  - 血の病
  - 串の一突き
  - マーミリオン
  - オナニストの手
  - 長靴の物語
  - 蠱惑の聖餐
  - 血と水
  - 監視
  - 吸血鬼クリーヴあるいはゴシック風味の田園曲
  - 悪臭
  - もう一人の精神科医
  - オマリーとシュウォーツ
  - ミセス・ヴォーン

- タニス・リー　『悪魔の薔薇』　安野玲・市田泉訳、2007年、ISBN 978-4-309-62199-9
  - 別離
  - 悪魔の薔薇
  - 彼女は三（死の女神）
  - 美女は野獣
  - 魔女のふたりの恋人
  - 黄金変成
  - 愚者、悪者、やさしい賢者
  - 蜃気楼と女呪者
  - 青い壷の幽霊

- シオドア・スタージョン　『[ウィジェット]と[ワジェット]とボフ』　若島正編、2007年、ISBN 978-4-309-62200-2　のち河出文庫
  - 帰り道
  - 午砲
  - 必要
  - 解除反応
  - 火星人と脳なし
  - 〈ウィジェット〉と〈ワジェット〉とボフ

- ジョン・スラデック　『蒸気駆動の少年』　柳下毅一郎編、2008年、ISBN 978-4-309-62201-9
  - 古カスタードの秘密
  - 超越のサンドイッチ
  - ベストセラー
  - アイオワ州ミルグローブの詩人たち
  - 最後のクジラバーガー
  - ピストン式
  - 高速道路
  - 悪への鉄槌、またはパスカル・ビジネススクール求職情報
  - 月の消失に関する説明
  - 神々の宇宙靴
  - 見えざる手によって
  - 密室
  - 息を切らして
  - ゾイドたちの愛
  - おつぎのこびと
  - 血とショウガパン
  - 不在の友に
  - 小熊座
  - ホワイトハット
  - 蒸気駆動の少年
  - 教育用書籍の渡りに関する報告書
  - おとんまたち全員集合！
  - 不安検出書(B式)

- マーゴ・ラナガン　『ブラックジュース』　佐田千織訳、2008年、ISBN 978-4-309-62202-6
  - 沈んでいく姉さんを送る歌
  - わが旦那様
  - 赤鼻の日
  - いとしいピピット
  - 大勢の家
  - 融通のきかない花嫁
  - 俗世の働き手
  - 無窮の光
  - ヨウリンイン
  - 春の儀式

- グレッグ・イーガン　『TAP』　山岸真編訳、2008年、ISBN 978-4-309-62203-3　のち河出文庫
  - 新・口笛テスト
  - 視覚
  - ユージーン
  - 悪魔の移住
  - 散骨
  - 銀炎
  - 自警団
  - 要塞
  - 森の奥
  - TAP

- ジョージ・R・R・マーティン　『洋梨形の男』　中村融編訳、2009年、ISBN 978-4-309-62204-0
  - モンキー療法
  - 思い出のメロディ
  - 子供たちの肖像
  - 終業時間
  - 洋梨形の男
  - 成立しないヴァリエーション

- フリッツ・ライバー　『跳躍者の時空』　中村融編、2010年、ISBN 978-4-309-62205-7
  - 跳躍者の時空
  - 猫の創造性
  - 猫たちの揺りかご
  - キャット・ホテル
  - 三倍ぶち猫
  - 『ハムレット』の四人の亡霊
  - 骨のダイスを転がそう
  - 冬の蠅
  - 王侯の死
  - 春の祝祭

- テリー・ビッスン　『平ら山を越えて』　中村融編訳、2010年、ISBN 978-4-309-62206-4
  - 平ら山を越えて
  - ジョージ
  - ちょっとだけちがう故郷
  - ザ・ジョー・ショウ
  - スカウトの名誉
  - 光を見た
  - マックたち
  - カールの園芸と造園
  - 謹啓

- ロバート・F・ヤング　『たんぽぽ娘』　伊藤典夫編、2013年、ISBN 978-4-309-62207-1　のち河出文庫
  - 特別急行がおくれた日
  - 河を下る旅
  - エミリーと不滅の詩人たち
  - 神風
  - たんぽぽ娘
  - 荒寥の地より
  - 主従問題
  - 第一次火星ミッション
  - 失われし時のかたみ
  - 最後の地球人、愛を求めて彷徨す
  - 11世紀エネルギー補給ステーションのロマンス
  - スターファインダー
  - ジャンヌの弓